# Коллинз, Полли
Полли Коллинз (англ. Polly Collins; 1808—1884) — американская художница.
Член коммуны шейкеров в Hancock Shaker Village.

## Биография

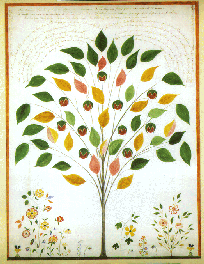
«Tree of Comfort»

Родилась в 1808 году в Кембридже, штат Нью-Йорк.
Её семья переехала в штат Массачусетс в 1820 году и присоединилась к деревне шейкеров Хэнкок. Полли Коллинз оставалась членом и сторонницей этой коммуны до конца своей жизни. Часть своего времени она заботилась о молодых девушках в общине.
В период 1840—1850 годов создала шестнадцать акварельных «рисунков даров» («gift drawings») в результате своих духовных откровений. Одна из самых узнаваемых работ Полли Коллинз — «Tree of Comfort».
Умерла в 1884 году Хэнкоке, штат Массачусетс.